# Jun’ichirō Koizumi

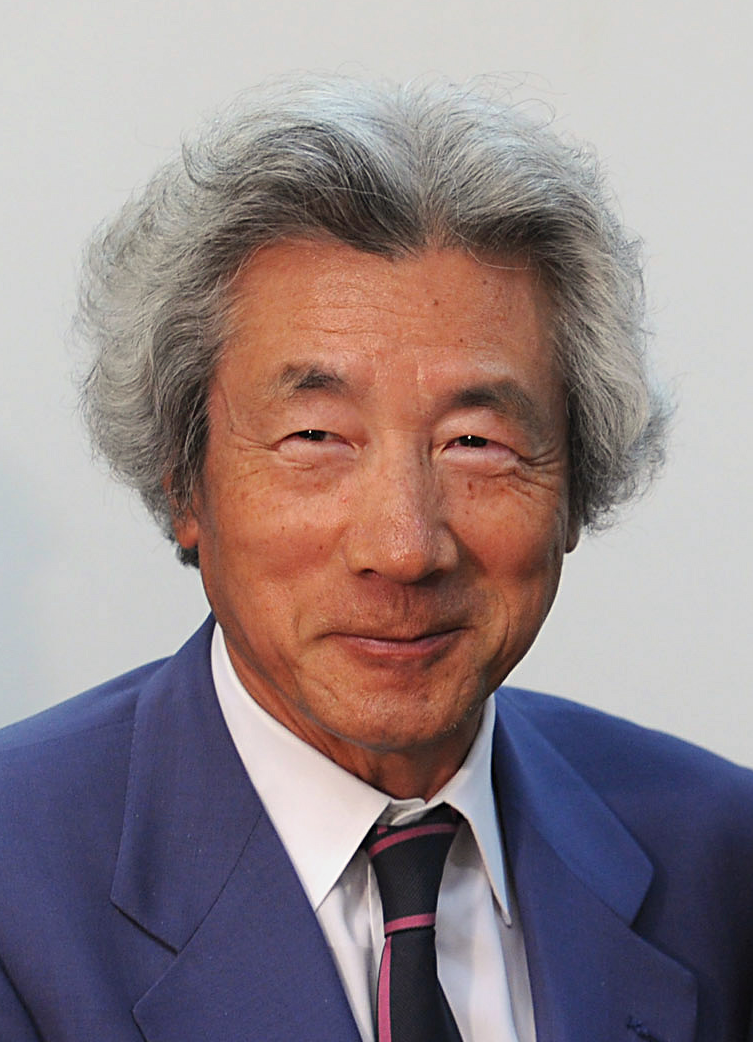
Jun’ichirō Koizumi (2010)

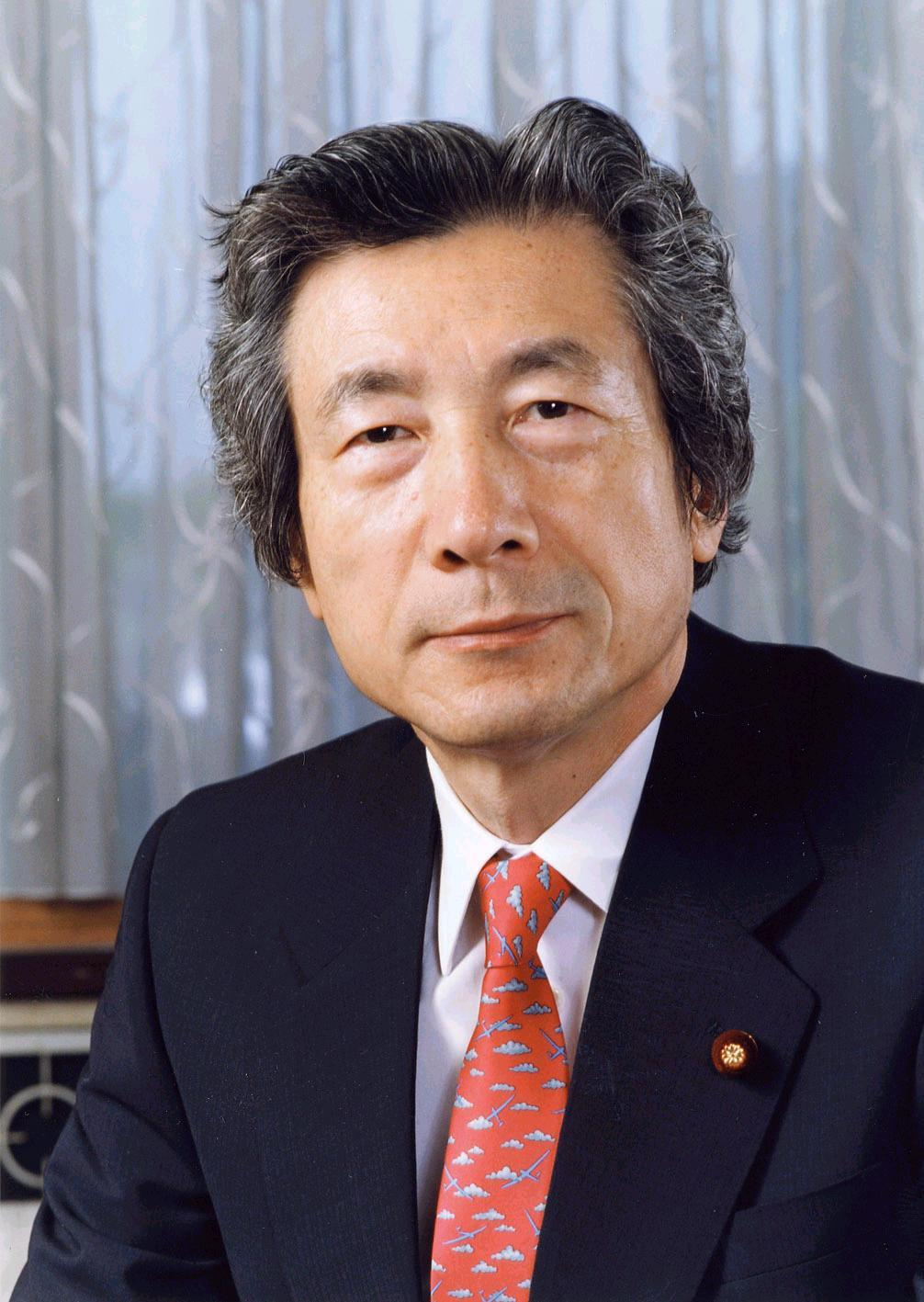
Jun’ichirō Koizumi (2002)

Jun’ichirō Koizumi (japanisch 小泉 純一郎 Koizumi Jun’ichirō; * 8. Januar 1942 in Yokosuka, Japan) ist ein japanischer Politiker. Er war Vorsitzender der Regierungspartei LDP und von 2001 bis 2006 der 87., 88. und 89. Premierminister Japans. Er war der 56. Inhaber dieses Amtes.

## Leben
Koizumi wurde am 8. Januar 1942 in der Stadt Yokosuka in der Präfektur Kanagawa geboren. Sein Vater Junya Koizumi war Generaldirektor des Verteidigungsamtes und Abgeordneter des japanischen Parlaments in zweiter Generation und sein Großvater Matajirō Koizumi war japanischer Postminister. Koizumi besuchte die Yokosuka-Oberschule und studierte Wirtschaftswissenschaften an der Keiō-Universität. Für kurze Zeit studierte er am University College London, bis er im Dezember 1969 aufgrund des Todes seines Vaters nach Japan zurückkehrte.
Koizumi heiratete 1978, wurde aber 1982 geschieden und er schwor, „nie wieder zu heiraten“. Er ist Vater dreier Söhne, von denen zwei (Shinjirō und Kōtarō) bei ihm leben und ihre Mutter seit der Scheidung nicht mehr gesehen haben. Der jüngste Sohn, Miyamoto Yoshinaga, ist Student an der Keio-Universität und hat seinen Vater nie getroffen, sein Versuch einer Begegnung anlässlich der Beerdigung seiner Großmutter wurde zurückgewiesen.

## Politische Karriere
Nach einem ersten, fehlgeschlagenen Versuch 1969 errang Koizumi bei der Wahl im Dezember 1972 im Wahlkreis seines Vaters einen Sitz im japanischen Unterhaus. Er ist Mitglied der LDP und schloss sich innerhalb dieser der Fukuda-Faktion an, deren Vorsitzender er zwischen 2000 und 2001 wurde. Seinen Parlamentssitz verteidigte er in zehn weiteren Wahlen.
Koizumis erster wichtiger Posten war der des Parlamentarischen Staatssekretärs für Finanzen 1979. 1998 wurde er, genau wie sein Großvater, Minister für Post und Telekommunikation im Kabinett von Kiichi Miyazawa. Dreimal, unter den Ministerpräsidenten Noboru Takeshita, Sōsuke Uno und Ryūtarō Hashimoto, war Koizumi japanischer Gesundheitsminister.
In den Jahren 1995 und 1998 kandidierte er für den Vorsitz der LDP, aber er unterlag jeweils deutlich gegen Ryūtarō Hashimoto und Keizō Obuchi. Im April 2000 wurde Obuchi aufgrund einer schweren Erkrankung durch Yoshirō Mori ersetzt. Koizumi wurde schließlich im dritten Anlauf am 24. April 2001 zum Parteivorsitzenden gewählt. Er besiegte Hashimoto mit 298 gegen 155 Stimmen. Am 26. April 2001 wurde Koizumi Ministerpräsident. Bei den Oberhauswahlen im folgenden Juli gewann seine Koalition 78 von 121 Sitzen.
Bei den Wahlen am 11. September 2005 konnte er seine Mehrheit im Parlament nochmals vergrößern. Mit dem zweitbesten Wahlergebnis in ihrer Geschichte erreichte seine Partei mit 296 Sitzen die absolute Mehrheit. Zusammen mit seinem Koalitionspartner Kōmeitō, welche 31 Sitze gewann, verfügte er sogar über die Zweidrittelmehrheit in der Kammer.
Als Koizumi 2006 seine Amtszeitbegrenzung als Parteivorsitzender erreichte, gewann Shinzō Abe das als Post-Koizumi titulierte innerparteiliche Rennen um seine Nachfolge. Im September 2008 kündigte Koizumi seinen Rückzug aus der Politik an: er werde bei der Shūgiin-Wahl 2009 nicht wieder kandidieren. Seinen Wahlkreis gewann sein Sohn Shinjirō.

## Popularität

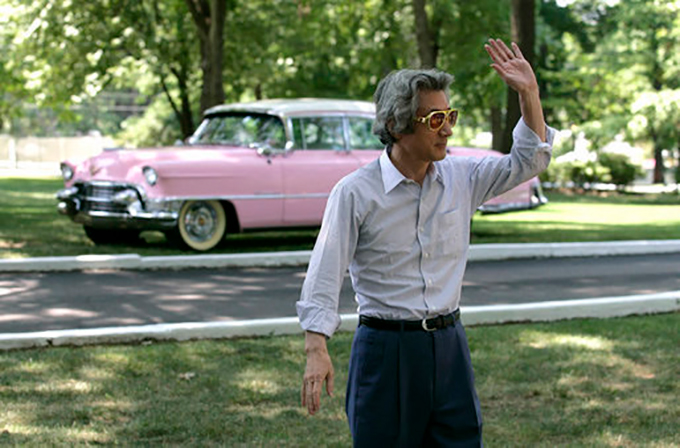
Elvis-Fan Koizumi in Graceland (2006)

Nach seinem Amtsantritt erreichte Koizumi zunächst nie da gewesene Popularitätswerte, die seinem für japanische Verhältnisse und in den Medien breit dargestelltem extrovertierten Wesen zuzuschreiben waren. Zu seinen Spitznamen zählten aufgrund seines Äußeren „Löwenherz“ und „Außenseiter“ (im positiven Sinne). Zudem ist Koizumi ein erklärter Elvis-Presley-Fan. Aufgrund der Berichterstattung in den Boulevardmedien wurde er auch als „Japans erster Medien-Premierminister“ bezeichnet.
Während seiner Amtszeit nahm die Popularität ab, mit der zwischenzeitlichen wirtschaftlichen Erholung stieg seine Popularität 2003 vorübergehend erneut an und seine Partei erzielte erneut den Wahlsieg. Bei den Oberhauswahlen 2004 landete die LDP nur knapp vor der oppositionellen Demokratischen Partei Japans (DPJ). Im Wahlkampf zu den Neuwahlen nach dem Scheitern der Postreform im Oberhaus (2005) gelang ein erneutes Ansteigen der Beliebtheit und die Wahlen wurden wiederum gewonnen.

## Politik

### Wirtschaftspolitik
Koizumi versuchte gegen faule Kredite anzugehen, das Postsparwesen zu privatisieren sowie die Fraktionenstruktur der LDP zu reformieren. Er kündigte eine Periode „schmerzhafter Umstrukturierungen“ an und beauftragte zu diesem Zweck den Fernseh-Wirtschaftskommentator Heizo Takenaka damit, das Bankenwesen zu reformieren. Im Januar 2002 entließ Koizumi nach innerparteilichen Querelen die populäre Außenministerin Makiko Tanaka, die er zunächst als Partnerin in diesem Kampf gut zu nutzen wusste, aber fallen ließ, als er ihre weitergehenden Reformbemühungen nicht mittragen wollte. Unter Takenaka reduzierte sich der Anteil nicht bedienter Kredite japanischer Banken auf die Hälfte des Niveaus von 2001. Die japanische Wirtschaft erlebte während dieser Zeit eine langsame Erholung, wodurch die hohe Arbeitslosigkeit und das erhöhte Arm-Reich-Gefälle nicht mehr im Mittelpunkt der Tagesdebatte standen. Takenaka wurde 2004 zum Minister für Postreform ernannt, und die Reform des japanischen Postsparwesens trat in ihre entscheidende Phase.
Während er mit seiner Bankreform große Unterstützung genoss, war die geplante Postprivatisierung innerhalb der LDP sehr umstritten und wegen der innerparteilichen Rebellen gelang es nicht, eine Parlamentsmehrheit für die Privatisierung zu finden. 2005 ließ er die Gegner der Privatisierung aus der LDP ausschließen und die Privatisierung wurde im Parlament daraufhin beschlossen. Mit einem Vorschlag, Rentenzahlungen zu Gunsten einer Steuerreform zu kürzen, stieß Koizumi auf starke Ablehnung in der Bevölkerung. Bei den Umfragen von 2004 nannte eine breite Mehrheit der Bürger die Stabilität der sozialen Sicherungssysteme als wichtigstes politisches Thema (deutlich vor Themen wie der Postreform). In der beschlossenen Rentenreform von 2004 wurden unter anderem die Versicherungsbeiträge erhöht und Leistungen aus dem Katalog entnommen. Das staatliche Rentenversicherungssystem mit der Volksrentenversicherung (kokumin nenkin), eine Pflichtversicherung für alle erwachsenen Japaner zwischen dem 20. und derzeit dem 63. Lebensjahr, wurde im Grundsatz beibehalten und das Thema spielte im Wahlkampf 2005, der allgemein wenig von politischen Inhalten geprägt war, dadurch anschließend keine größere Rolle.

### Sicherheits- und Außenpolitik

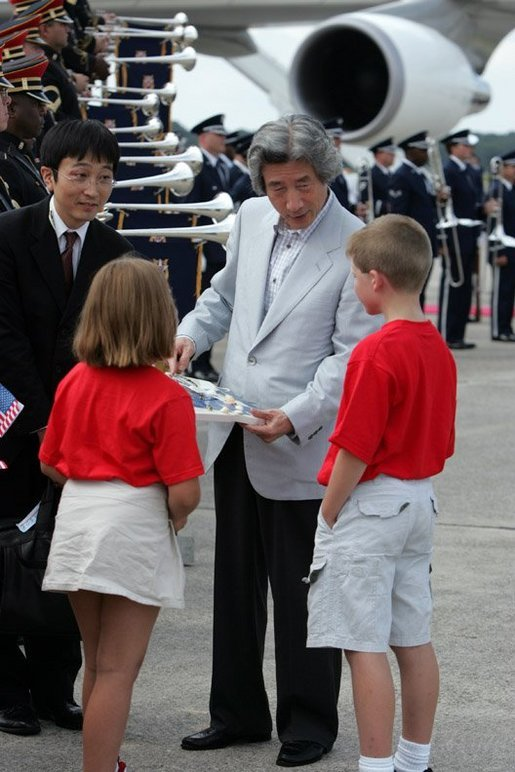
Koizumi beim G8-Gipfel 2004

Während seiner Amtszeit erreichten früher undenkbare Verteidigungsmaßnahmen Japans einen neuen Höhepunkt. Die japanische Regierung unter Koizumi unterstützte sofort nach dem 11. September 2001 die Politik der USA und ihre Militäraktionen. Koizumi erweiterte im Oktober 2001 die Möglichkeiten der Selbstverteidigungsstreitkräfte (engl. Self Defense Forces, SDF) zur Teilnahme an Auslandseinsätzen. 22 Tage nach Beginn des Afghanistan-Kriegs, für den Japan 40 % des Flugbenzins zur Verfügung stellte, wurde ein Sondergesetz mit Antiterror-Maßnahmen vom japanischen Parlament erlassen, aufgrund dessen im Dezember 2002 ein Aegis-Zerstörer der SDF in den Indischen Ozean entsandt wurde.
Schon drei Tage vor Beginn des Irakkrieges erklärte Koizumi, Japan werde Amerika auch ohne UN-Mandat bei Militäraktionen im Irak unterstützen. Am 26. Juli 2003 wurde ein Sondergesetz zur Unterstützung des Wiederaufbaus des Iraks verabschiedet, wodurch es möglich wurde, zum ersten Mal japanische Soldaten in ein Krisengebiet unter Verwaltung einer Besatzungsmacht zu entsenden. Am 9. Dezember 2003 beschloss das Kabinett unter Koizumi trotz Kritik von 55 % der Bevölkerung, japanische Soldaten in den Irak zu entsenden. Koizumi erklärte im November 2004, das Gebiet, in dem die SDF-Truppen tätig sind, sei Nichtkampfgebiet, obwohl bereits Granaten im Lager der SDF in Samawa eingeschlagen waren. So konnte die Vereinbarkeit des Einsatzes mit Artikel 9 der Verfassung besser begründet werden. Am 9. Dezember beschloss sein Kabinett, dass die SDF-Truppen vorerst bis zum 14. Dezember 2005 im Irak stationiert bleiben sollten, ohne dass Koizumi Bedingungen für einen Rückzug nannte. Die Mehrheit der Bevölkerung bleibt gegenüber der Verlängerung dieses Einsatzes skeptisch, 76 % der von der Asahi Shimbun befragten Personen meinten, Koizumi sei in dieser Frage nicht seiner Erklärungspflicht nachgekommen. Für das Antiterrorgesetz von 2001, die SDF-Betankungsmission im Indischen Ozean zur Unterstützung der US-Operationen in Afghanistan und den Irak-Einsatz wurde Koizumi von Gegnern seiner Politik auch als Bushs Pudel geschmäht.

### Besuche beim Yasukuni-Schrein
Koizumis Image im Ausland nahm Schaden, als er am 13. August 2001, im Januar 2003 und erneut im Januar 2004 dem Yasukuni-Schrein einen umstrittenen Besuch abstattete. Sein Großvater hatte in Kagoshima in den Jahren 1944 und 1945 einen Flugplatz gebaut, der für Kamikaze-Missionen genutzt wurde, und ein Cousin Koizumis war bei einer solchen Mission ums Leben gekommen, was ein Grund für den Besuch Koizumis am Schrein war. Andere Gründe sind die Haltung innerhalb der LDP, sich nicht von China und Nordkorea beeinflussen zu lassen und die Meinung, dass Besuche am Schrein eine innerjapanische Angelegenheit seien. In Nachbarstaaten, welche Opfer der aggressiven japanischen Expansionspolitik geworden sind, äußerte sich dagegen scharfe Kritik. Als provokativ wahrgenommen wurde der Besuch auch aus dem Umstand heraus, dass sich unter den im Schrein als „göttlich“ verehrten Soldaten auch verurteilte Kriegsverbrecher befinden. Koizumi steht, wie sein Nachfolgerpremier Abe und weitere Kabinett- und LDP-Parteimitglieder, der als revisionistisch geltenden Nippon Kaigi nahe.
Am 17. Oktober 2005 fand überraschend ein weiterer Besuch am Yasukuni-Schrein statt. Es war, seit seinem Amtsantritt, sein fünfter Besuch dort. Im Gegensatz zu den bisherigen Besuchen trat Koizumi diesmal als Privatmann auf, trug sich jedoch im Gästebuch mit seinem Titel als Ministerpräsident ein. Die neuerliche Visite stieß bei den Nachbarn, insbesondere der Volksrepublik China, Nord- und Südkorea und den Philippinen auf erneut scharfe Kritik. Angesichts der Tatsache, dass zur gleichen Zeit ein Einsatz japanischer Truppen im Irak im Raum stand, wurde dieser Besuch durch die Regierungen dieser Länder als ein noch bedeutenderer Affront wahrgenommen, als die vorangegangenen.
Andererseits hat Koizumi wie auch einige Ministerpräsidenten vor ihm als Regierungschef auf dem Jakarta-Gipfel eine Entschuldigung bei den Nachbarn wegen der Kolonialpolitik seines Landes im Zweiten Weltkrieg und der Aggression in vielen Ländern ausgesprochen. „Diese Tatsache der Geschichte in Demut akzeptierend drücken wir erneut unsere tiefe Reue und herzliche Entschuldigung aus und sprechen den Opfern des Krieges zu Hause und im Ausland unser Beileid aus.“